# فاکاوفو
فاکاوفو (انگلیسی: Fakaofo) قبلاً بنام جزیره بودویک شناخته می‌شد، جزیره‌ای در جنوب اقیانوس آرام است که در گروه جزایر توکلائو قرار دارد. مساحت زمینی آن حدود ۳ کیلومتر مربع (۱٫۱ مایل مربع)، شامل جزایر موجود در یک صخره مرجانی است که در اطراف یک تالاب مرکزی در حدود ۴۵ کیلومتر مربعی واقع شده. بر اساس سرشماری ۲۰۰۶، ۴۸۳ نفر به‌طور رسمی در فاکاوفو زندگی می‌کنند (با این حال هنگام سرشماری تنها ۳۷۰ نفر در شب سرشماری حضور داشتند). از میان حاضران ۷۰ درصد متعلق به کلیسای اجتماعی و ۲۲ درصد به کلیسای کاتولیک بودند.

## تاریخچه
این جزیره در ۱۸۳۵ و ۱۸۳۹ مورد بازدید ژنرال جکسون با کشتی نهنگ بازدید شد.